# Campeonato Paulista 1911
In 1911 werd het tiende Campeonato Paulista gespeeld voor clubs uit de Braziliaanse staat São Paulo. De competitie werd gespeeld van 3 mei tot 29 oktober. São Paulo Athletic werd kampioen.  
Voor de start van het seizoen verhuisde de club Americano van Santos naar São Paulo, om zo de hoge verplaatsingskosten te verminderen. Titelverdediger AA Palmeiras verliet na vier wedstrijden de competitie. Tijdens de wedstrijd tegen Germânia, met de jongen Arthur Friedenreich in de rangen, kwam het tot onregelmatigheden waarop Palmeiras de handdoek in de ring gooide. 

## Eindstand
| Plaats | Club               | Wed. | W | G | V | Saldo | Ptn. |
| ------ | ------------------ | ---- | - | - | - | ----- | ---- |
| 1.     | São Paulo Athletic | 9    | 7 | 1 | 1 | 23:15 | 15   |
| 2.     | Americano          | 8    | 5 | 1 | 2 | 29:15 | 11   |
| 3.     | Paulistano         | 9    | 3 | 1 | 5 | 17:15 | 7    |
| 4.     | Germânia           | 9    | 3 | 0 | 6 | 14:26 | 6    |
| 5.     | Ypiranga           | 9    | 2 | 1 | 6 | 13:28 | 5    |

|  | Kampioen |

### Kampioen
| Campeonato Paulista de 1911            |
| São Paulo                              |
| -------------------------------------- |
| SÃÕ PAULO ATHLETIC Kampioen (4° titel) |

## Topschutter
| Speler            | Speler | Goals | Club      |
| ----------------- | ------ | ----- | --------- |
| Vlag van Brazilië | Décio  | 7     | Americano |